# Mesophadnus spilopterus
Mesophadnus spilopterus là một loài tò vò trong họ Ichneumonidae.